# Bob Goalby
Robert George Goalby (geb. 14. März 1929 in Belleville (Illinois); gest. 19. Januar 2022 ebenda) war ein US-amerikanischer Profigolfer. Er gewann das Masters-Turnier in Augusta im Jahr 1968. Nach einem Gleichstand mit Roberto DeVicenzo wurde ihm der Sieg ohne Playoff zugesprochen, da DeVicenzo versehentlich ein Schlag zu viel auf seiner Scorekarte notiert worden war und er diese ohne Gegenprüfung unterschrieben hatte. Es war Goalbys einzige große Meisterschaft von 11 Tour-Siegen, die zwischen 1958 und 1971 erzielt wurden.